# Динамо (водный стадион, Москва)
Водный стадион «Динамо» — бывший спортивный комплекс для водных видов спорта спортивного общества «Динамо», располагавшийся на левом берегу Химкинского водохранилища в Северном административном округе города Москвы. Возведён в 1935 году по проекту архитектора Геннадия Мовчана, закрыт в 2005 году, реконструирован. В настоящее время территорию исторического водного стадиона занимают яхт-клуб с частным пляжем, рестораном и гостиницей, а название «Водный стадион „Динамо“» носит современный спортивный объект, расположенный на соседнем участке.

## История
Водная станция «Динамо», будущий водный стадион, была построена на берегу Химкинского водохранилища в 1935 году по проекту Геннадия Мовчана, выпускника строительного факультета МВТУ и преподавателя Московского училища живописи, ваяния и зодчества. На территории станции находились 3 бассейна для плавания, прыжков и водного поло, двухъярусные железобетонные трибуны на 3000 человек, эллинги для академических судов, гавани для парусников и моторных лодок. В парке при водном стадионе располагались площадки для лёгкой атлетики, гимнастики и спортивных игр, а в 1980-х годах был построен конькобежный стадион с искусственным льдом. Неоклассическое здание со скульптурным декором гармонично вписывалось в окружающий ландшафт и получило положительную оценку в книге С. П. Зверинцева «Архитектура спортивных сооружений», выпущенной в издательстве Всесоюзной академии архитектуры в 1938 году. Именно в парке водного стадиона в 1936 году была установлена оригинальная «Девушка с веслом» высотой 2,5 метра работы Ромуальда Иодко, послужившая прототипом для подобных скульптур по всему СССР.
В советских период на базе водного стадиона проходили соревнования и водноспортивные праздники. Здание практически не пострадало в годы Великой Отечественной войны, но лишь единожды прошло косметический ремонт накануне Олимпиады-80. После распада Советского Союза спортивные объекты водного стадиона пришли в упадок, но его территория оставалась популярным местом отдыха москвичей. В 2000-х годах Институт Генплана Москвы разработал проект рекреационно-спортивной и природно-общественной зоны на участке между Ленинградским шоссе и берегом Химкинского водохранилища, и в 2005 году московская городская организация Всероссийского физкультурно-спортивного общества «Динамо» и мэрия Юрия Лужкова подписали 2 инвестиционных контракта с компаниями «Водный Стадион Спорт Инвест», «Концепт Марин Ко» и «Автоконцепт Ко» на реконструкцию существующих и строительство новых объектов недвижимости. В 2007 году на территории бывшего водного стадиона заработал яхт-клуб Royal Yacht Club с частным пляжем, рестораном «Vodный» Аркадия Новикова, 3-этажным бизнес-центром площадью 3300 м² и гостиницей DoubleTree by Hilton Marina.
На месте бывшего катка был построен бизнес-центр «Олимпия парк». Территорию снесённого бассейна заняло новое многофункциональное спортивное здание, также получившее название «Водный стадион „Динамо“». В 2016 году Министерство спорта Российской Федерации вручило ему национальную премию в области физической культуры и спорта в категории «Спортивный объект России».